# Енріко Марія Салерно
Енріко Марія Салерно (італ. Enrico Maria Salerno; 18 вересня 1926, Мілан — 28 лютого 1994, Рим) — італійський актор театру і кіно.

## Біографія
Актор часто грав ролі поліцейських, а також у кінокомедіях. Він грав з такими режисерами, як Діно Різі, Роберто Росселліні, Валеріо Дзурліні, Флорестано Ванчіні, Даріо Ардженто, Маріо Монічеллі і Луїджі Коменчіні. Універсальний і талановитий актор грав у різних жанрах, від комедії, до романтичної драми.
Салерно вважається одним з головних гравців у італійському театрі і знаходився в ряду з такими акторами як Вітторіо Гассман, Джорджо Альбертацці, Кармело Бене. Також актор грав за творами: Вільяма Шекспіра, Луїджі Піранделло, Вітторіо Альф'єрі, Едуардо де Філіппо, Бернарда Шоу, Мольєра, Карло Ґольдоні і Жана Кокто.
Помер від раку легень.

## Фільмографія
- 1963 — Венеційський пекар
- 1964 — Постійність розуму
- 1966 — Феї
- 1967 — Найдревніша професія у світі
- 1971 — Ось які ми жінки
- 1976 — Скотолозтво
- 1978 — Кохані мої